# Dzotobilchay
El dzotobilchay, dzotobichay (del maya Ts'o Tobil Chay «masa de maíz cocida con chaya») o Brazo de Reina es una variedad de tamales, alimento tradicional de la cultura gastronómica yucateca. Se componen del tamal (arrollado de masa de maíz) con salsa de tomate, semilla de calabaza molida, envueltas en hojas de chaya. En sus ingredientes se aprecia un indudable origen maya.
Los dzotobilchay incorporan masa de maíz con sal y manteca de cerdo, ingredientes presentes en las demás variedades de tamales mexicanos. Tienen la particularidad de llevar además hojas cocidas de chaya -planta silvestre o semisilvestre que le da nombre al platillo-, huevo cocido y una pasta de pepita de calabaza. se envuelven en hojas de plátano, una característica de los tamales del sur de México, y se cuecen al vapor. Se acompañan de una salsa de tomate y cebolla, comúnmente llamada chiltomate, y también puede espolvoreársele polvo de pepita de calabaza.
Siendo un platillo típico de Yucatán, es preparado a menudo por la Población indígena y mestiza de la península. También se encuentra frecuentemente en el menú de los restaurantes especializados en comida yucateca en otras partes del mundo.